# Heterodontus omanensis
Heterodontus omanensis är en hajart som beskrevs av Baldwin 2005. Heterodontus omanensis ingår i släktet Heterodontus och familjen Heterodontidae. IUCN kategoriserar arten globalt som otillräckligt studerad. Inga underarter finns listade i Catalogue of Life.